# Crazy (Simple Plan)
Crazy è il quarto singolo estratto dal secondo album in studio dei Simple Plan Still Not Getting Any..., pubblicato il 18 ottobre 2005.

## Video musicale
Il video mostra la perversione della moralità della società. Nel video appaiono tra le molte immagini che si susseguono una donna che sembra voglia esporsi ad una chirurgia plastica, una ragazzina gotica, una ragazza autolesionista, un gruppo di persone obese, un militare evitato dalla società, un senzatetto dipendente da droga, un bambino con il cancro. Il video inizia in bianco e nero, per poi prendere via via sempre più colore verso la fine.

## Tracce
CD
1. Crazy (Domestic Album Version) - 3:36
2. I'd Do Anything (MTV Singapore) - 3:23

Download digitale
1. Crazy - 3:36

Maxi CD (Europa)
1. Crazy (Album Version)
2. Crazy (Acoustic)
3. Crazy (Live)

Maxi CD (Australia)
1. Crazy (Album Version)
2. Crazy (Live)
3. Shut Up (MTV Singapore)
4. I'd Do Anything (MTV Singapore)

## Formazione
- Pierre Bouvier - voce
- David Desrosiers - basso, voce secondaria
- Jeff Stinco - chitarra solista
- Sébastien Lefebvre - chitarra ritmica, voce secondaria
- Chuck Comeau - batteria, percussioni

## Classifiche
| Classifica (2005) | Posizione massima |
| ----------------- | ----------------- |
| Australia         | 32                |
| Canada            | 4                 |
| Francia           | 38                |
| Regno Unito       | 105               |
| Repubblica Ceca   | 15                |
| Svezia            | 39                |